# Kornice
Kornice (něm. Kornitz) jsou malá vesnice, dnes část města Litomyšle, ležící dva kilometry severně od Litomyšle. Rozložily se na kopci Hlavňově (383 m n. m.), odkud se nabízí výhled do širokého okolí. Pramení tu potok, který teče do sousedních Sedlišť a u Tržku se vlévá do Loučné. Žije tu asi 150 obyvatel.

## Historie
Na území Kornic žili lidé od poslední doby ledové. Trvalá sídliště jsou archeologicky doložena v mladší době kamenné pro kulturu s lineární keramikou, s vypíchanou keramikou i pro kulturu lengyelskou, v době bronzové pro lužickou kulturu, v době železné pro Germány.
Po Germánech se tu usídlili Slované. Osadu Domašice poprvé zmiňuje listina hlásící se k roku 1167, která je však falzem z konce 12. století. U Domašic je zaznamenána niva „Nakorniceh“. Později se Domašice již nepřipomínají. Až v roce 1347 při dělení majetku rušeného premonstrátského kláštera mezi litomyšlského biskupa a kapitulu jsou zmíněny Kornice. Připadly kapitule, svobodná rychta biskupovi. Co se odehrálo v mezidobí je předmětem spekulací. Existence svobodné rychty nasvědčuje kolonizačnímu původu vesnice. Návaznost na Domašice však dokazují přetrvávající pomístní názvy (Kuřince, Husilna) i pověsti o propadlém hradu v Kuřincích nebo o přenesení Kornic do výhodnější polohy. Je tedy pravděpodobné, že Domašice byly v průběhu 13. století v souvislosti s přechodem na zákupní právo přeneseny na pole „Nakorniceh“. Litomyšlskému klášteru Domašice možná připadly jako náhrada za území, které musel odstoupit králi Přemyslu Otakarovi II. při založení města Poličky v roce 1265. Část jejich půdy zůstala zřejmě nevyužita a posloužila v průběhu 14. století k založení Sedlišť (poprvé zmíněny roku 1398).

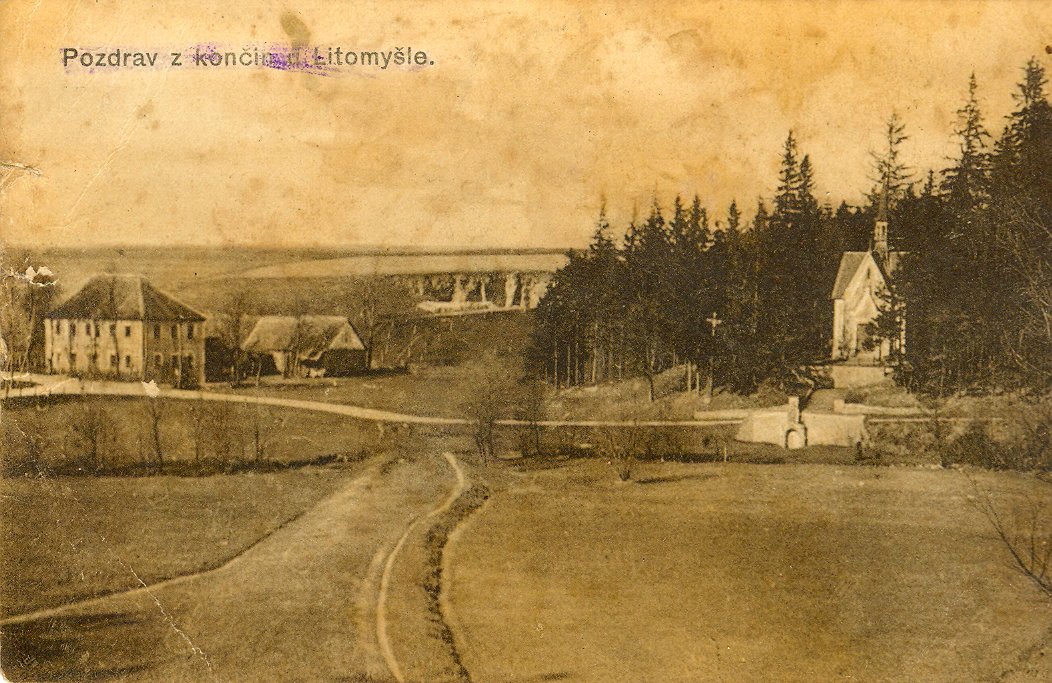
Pohlednice z Končin (počátek 20. století)

Kornická rychta byla v roce 1380 postoupena kapitule, jako náhrada za pozemky zaplavené rybníkem Hvězda u Opatova. Byla zřejmě kapitulou vykoupena a přeměněna na obyčejný statek, protože v roce 1398 se již nepřipomíná. Od té doby až do roku 1848 byly korničtí rychtáři jmenováni vrchností. Z počátků 15. století jsou známa jména některých obyvatel obce. Německá kolonizace se Kornic nedotkla, Češi tu měli vždy výraznou převahu.
Po zániku litomyšlského biskupství v roce 1421 spravovali panství husitští hejtmani. Poslední z nich, Vilém Kostka z Postupic, jej získal do dědičného držení. Kornice zůstaly součástí zámeckého panství postupně pod vládou Kostků z Postupic, Pernštejnů, Trautmannsdorfů a Valdštejnů (-Vartemberků) až do roku 1848. Třicetiletá válka přinesla zhoršení poměrů. Kornice byly vypleněny švédskými vojsky. Kvůli úbytku obyvatelstva přibylo robot, v roce 1680 se Korničtí účastnili nevolnických nepokojů. Rekatolizace obce proběhla důkladně (vždy náležela pod faru v Litomyšli). V roce 1783 byla na návsi vystavěna malá kaple.
V roce 1848 demonstrovali místní obyvatelé v Litomyšli za zrušení roboty. Po zrušení poddanství vznikly obecní úřady. Kornice patřily spolu s Nedošínem od roku 1850 k (Velkým) Sedlištím. Až v roce 1898 se plně osamostatnily. V roce 1873 vyrostla na návsi na místě starší kaple novogotická kaple sv. Václava. V roce 1886 byla postavena nad údajně léčivým pramenem v Končinách kaple Panny Marie Lurdské, která se stala oblíbeným poutním místem. V roce 1883 byl založen místní sbor dobrovolných hasičů, v roce 1906 hospodářsko-čtenářská beseda. Během první světové války byli v obci ubytováni uprchlíci z Istrie. V roce 1927 byla zavedena elektřina. Tlaku komunistickému režimu na založení JZD dokázaly Kornice vzdorovat až do roku 1957. V roce 1976 byly připojeny k městu Litomyšlí. Od roku 2000 má vesnice vlastní osadní výbor.

## Vývoj počtu obyvatel
| Rok            | 1651 | 1757 | 1785 | 1843 | 1850 | 1857 | 1869 | 1880 | 1890 | 1900 | 1910 | 1921 | 1930 | 1950 | 1961 | 1970 | 1980 | 1988 | 2000 |
| -------------- | ---- | ---- | ---- | ---- | ---- | ---- | ---- | ---- | ---- | ---- | ---- | ---- | ---- | ---- | ---- | ---- | ---- | ---- | ---- |
| Počet obyvatel | 62   | 103  | 154  | 174  | 175  | 204  | 208  | 206  | 221  | 211  | 208  | 192  | 182  | 146  | 152  | 139  | 147  | 153  | 151  |

## Jméno
Původ jména Kornic je nejasný. Existuje několik teorií, žádná však není příliš přesvědčivá.[zdroj?] Může pocházet od kornaté, tzn. mazlavé, půdy, nebo od staročeského slova „kornicě“, tj. pokácené kmeny ještě s korou. Možná je i souvislost s keltským slovem „corno, korno“, což znamená roh nebo také ohyb toku.

## Znak

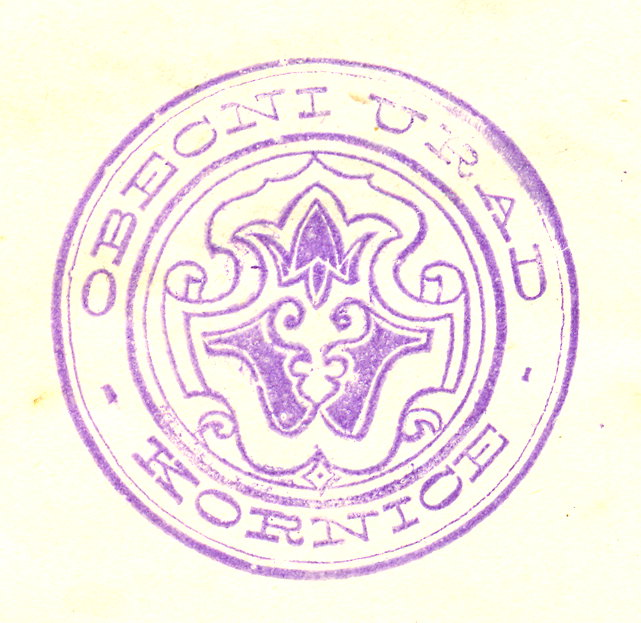
Znak Kornic

Jako obecní znak používaly Kornice v různých dobách odlišně stylizovanou litomyšlskou lilii.

## Významní rodáci
- František Buben (1880-1956) - architekt, žák Jana Kotěry